# هيو أنطوان دارسي

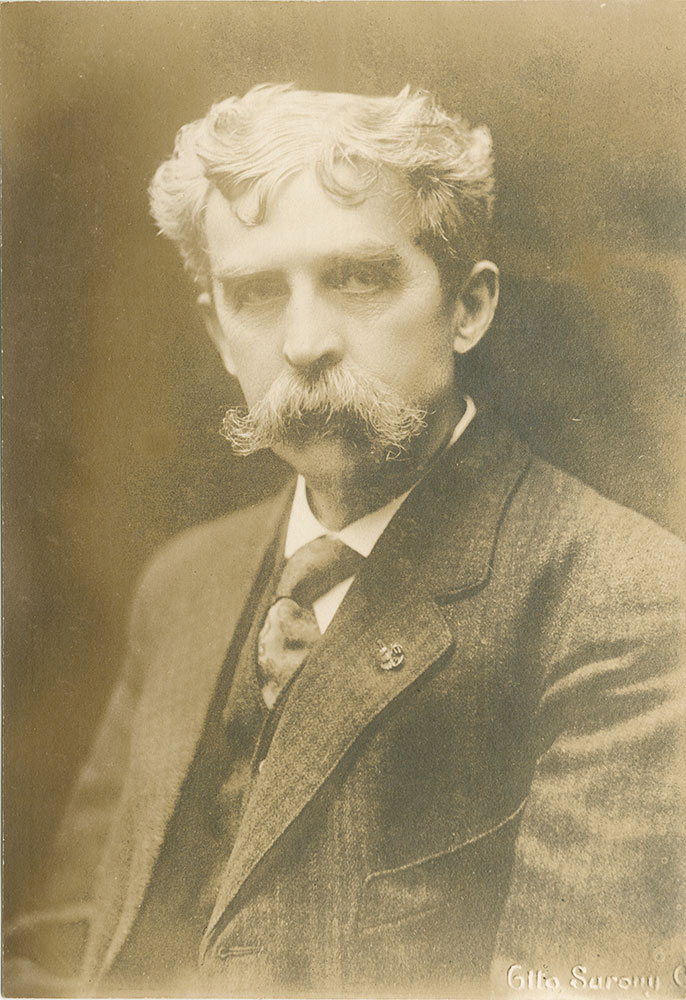
دارسي في العقد الأول من القرن العشرين.

هيو أنطوان دارسي (5 مارس 1843 - 11 نوفمبر 1925) هو شاعر وكاتب فرنسي المولد ومديرًا تنفيذيًا رائدًا في صناعة الأفلام السينمائية الأمريكية. اشتهر بقصيدته التي كتبها عام 1887، "الوجه على أرضية الحانة"، وهي قصة حزينة لرسام يشرب بعد أن هجرته حبيبته من أجل الصبي ذو الشعر الأشقر في إحدى صوره.
بعد الدراسة في جامعة إبسويتش بإنجلترا، كان دارسي فتى معروف وممثلًا شابًا في المسرح الملكي في برستل في لندن، كان معروفًا كممثل شخصي. في عام 1871م جاء دارسي إلى أمريكا، حيث انخرط في إدارة أعمال الإنتاج المسرحي وفناني الأداء، بما في ذلك ماري أندرسون، وأدا جراي، وديولف هوبر، وفرانك مايو، وروبرت مانتل، وجيمس أونيل.
قامت استديوهات كيستون بتعديل القصيدة الوجه على أرضية غرفة البارفي عام 1914 إلى فيلم من بطولة تشارلي شابلن، واستخدمها جون فورد في فيلمه الوجه على أرضية غرفة البار (1923). كما دخلت مسار الأغنية من قبل نجوم موسيقى الريف تكس ريتر في ألبومه (بالإنجليزية: Blood on the Saddle)‏ عام 1959 وهانك سنو في ألبومه (بالإنجليزية: Tales of the Yukon)‏ عام 1968. ظهر خط دارسي الثانوي في كتاب هزلي عام 1954 عندما رسم جاك ديفيس وباسل ولفرتون القصيدة للعدد العاشر من مجلة ماد (أبريل 1954).
تزوج دارسي من ابنة رائد الأفلام في فيلادلفيا سيجموند لوبين وذهب للعمل كمدير الدعاية في استوديوهات لوبين الخاصة به. استخدم الاستوديو قصة كتبها لفيلم عام 1912 بعنوان "عيد ميلاد مادلين".
توفي هيو أنطوان دارسي بسبب التهاب الشعب الهوائية ومشاكل القلب المزمنة في عام 1925 في مدينة نيويورك.